# San Jose (Nueva Ecija)
San Jose is een stad in de Filipijnse provincie Nueva Ecija. Bij de laatste census in 2007 had de stad ruim 122 duizend inwoners.

## Geografie

### Bestuurlijke indeling
San Jose is onderverdeeld in de volgende 38 barangays:
| - A. Pascual - Abar Ist - Abar 2nd - Bagong Sikat - Caanawan - Calaocan - Camanacsacan - Culaylay - Dizol - Kaliwanagan - Kita-Kita - Malasin - Manicla | - Palestina - Parang Mangga - Villa Joson - Pinili - Rafael Rueda, Sr - Ferdinand E. Marcos - Canuto Ramos - Raymundo Eugenio - Crisanto Sanchez - Porais - San Agustin - San Juan - San Mauricio | - Santo Niño 1st - Santo Niño 2nd - Santo Niño 3rd - Santo Tomas - Sibut - Sinipit Bubon - Tabulac - Tayabo - Tondod - Tulat - Villa Floresca - Villa Marina |

## Demografie
San Jose had bij de census van 2007 een inwoneraantal van 122.353 mensen. Dit zijn 14.099 mensen (13,0%) meer dan bij de vorige census van 2000. De gemiddelde jaarlijkse groei komt daarmee uit op 1,70%, hetgeen lager is dan het landelijk jaarlijks gemiddelde over deze periode (2,04%). Vergeleken met de census van 1995 is het aantal mensen met 25.493 (26,3%) toegenomen.
De bevolkingsdichtheid van San Jose was ten tijde van de laatste census, met 122.353 inwoners op 187,25 km², 653,4 mensen per km².
Aliaga · Bongabon · Cabanatuan · Cabiao · Carranglan · Cuyapo · Gabaldon · Gapan · General Mamerto Natividad · General Tinio · Guimba · Jaen · Laur · Licab · Llanera · Lupao · Nampicuan · Palayan · Pantabangan · Peñaranda · Quezon · Rizal · San Antonio · San Isidro · San Jose · San Leonardo · Santa Rosa · Santo Domingo · Muñoz · Talavera · Talugtug · Zaragoza